# Wojciech Nowicki
Wojciech Nowicki (født 22. februar 1989 i Białystok) er en polsk atlet, der konkurrerer i hammerkast. 
Han blev olympisk mester i hammerkast ved sommer-OL 2020, som blev afholdt i Tokyo i 2021. Han har også bronze fra verdensmesterskaberne i atletik 2015 og 2017 og sølv fra verdensmesterskaberne i atletik i 2022.